# Fernando Simas

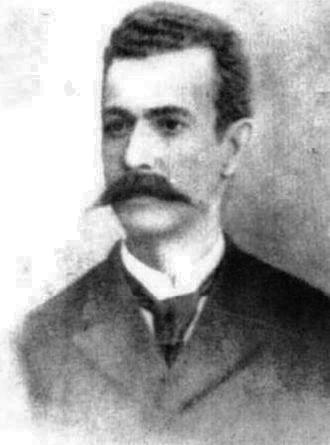
Fernando Simas – Republicano paranaense e primeiro farmacêutico diplomado do estado do Paraná

Fernando Machado Simas (ou “de” Simas) (Paranaguá, 24 de abril de 1851 – Rio de Janeiro, 17 de setembro de 1916) foi um farmacêutico, jornalista e político Brasileiro. Foi pai do desembargador Hugo Gutierrez Simas.

## Biografia
Fernando Simas nasceu na quinta-feira, dia 24 de abril de 1851 na cidade litorânea de Paranaguá. Fez seus primeiros estudos em sua terra natal e transferiu-se para a cidade do Rio de Janeiro com a intenção de completá-los. Em 1873 concluiu o curso de farmácia na Faculdade de Medicina do Rio de Janeiro e desta maneira tornou-se o primeiro paranaense diplomado nesta profissão.
Em seu retorno para Paranaguá iniciou a vida de comerciante ao abrir a “Pharmácia Simas” e nesta desenvolveu dois produtos farmacológicos que obtiveram sucesso de vendas e que em 1882 foram premiados na Exposição Industrial; são eles: o “Vinho de Mate e Glicerina”, que substitui o óleo de fígado de bacalhau e o “Licor de Mate”.
Na adolescência, teve envolvimento com o jornal “Imprensa Livre”, um periódico no qual apresentava perspectivas democráticas e os anos que ele passou na capital da nação, convivendo de perto com a família real e contrários ao governo imperial, contribuíram para que Simas tivesse, ao longo de sua vida, firme convicção em uma ideologia republicana. Sendo assim em 1881 Fernando e outros republicanos assinam a publicação “Declaração Republicana Paranaguense” e um ano depois um grupo maior de anti-monarquistas espalharam um manifesto pelas ruas de Paranaguá intitulado “Manifesto ao Paranaguense”, também encabeçado por Simas, com a clara intenção de semear o novo conceito político aos cidadãos do litoral.
Sem muito sucesso nestes dois atos, Simas associou-se a Guilherme Leite e Eugenio Machado e criam, em julho de 1883 o jornal “Livre Paraná” que é considerado o precursor da campanha republicana na então província do Paraná.
Como redator e diretor do Livre Paraná, Fernando lutou contra os jornais monarquistas e com os próprios integrantes do governo constituído da província que eram ligados a figura de Manuel Antônio Guimarães, importante político paranaense e ferrenho monarquista, mesmo por que seu Título nobiliárquico não deixava dúvidas da ideologia política que seguia; Manuel era Visconde; o Visconde de Nacar.
Houve muitas perseguições por parte dos correligionários do Visconde para com os colaboradores do jornal Livre Paraná e deste longo embate resultou no afastamento de Fernando do jornal e em seguida o farmacêutico foi forçado a deixar a cidade de Paranaguá, pois as represarias se concentraram em seu comércio sendo organizado um amplo boicote ao seu estabelecimento.
Pouco tempo antes de Fernando deixar sua terra natal, ele presidiu a assembléia que criou, em 21 de agosto de 1887, o Clube Republicano de Paranaguá. Nesta mesma reunião ele foi vencido por Guilherme José Leite na eleição para o cargo de presidente do Clube.
Transferindo residência e comércio para a cidade de Petrópolis, região serrana do Rio de Janeiro, lá reabriu a “Pharmácia Simas” a acompanhou, de perto, o fim do regime monárquico.
Com a Proclamação da República os estados constituídos resolveram dissolver as Câmaras Imperiais e, em seu lugar, instalar os "Conselhos de Intendência", que teriam a responsabilidade, entre outras, de organizar eleições para a composição da primeira Câmara eleita pelo voto no novo regime republicano. A Câmara de Petrópolis foi, assim, dissolvida em 1890 e em 8 de agosto deste ano o governador fluminense nomeia Fernando Machado Simas para fazer parte deste conselho na cidade serrana.
Em 1891 foi eleito Deputado Constituinte Federal pelo estado do Paraná e transfere, novamente, residência e comércio, agora para a capital federal.
Após seu mandato de deputado, fazendo parte da elaboração e da promulgação da primeira carta magna do Brasil republicano, Simas permaneceu no Rio, mantendo aberta sua “Pharmácia Simas” e também foi naturalista do Jardim Botânico. Na cidade carioca conheceu, entre outras personalidades, Ruy Barbosa, do qual ficou amigo pessoal e através deste entrou para a diretoria do Clube Frontão Brasileiro, fundado na década de 1890.
Fernando também foi poeta, sem muita expressão, e por conta disto e seus trabalhos como jornalista paranaense tornou-se patrono da cadeira número 23 da Academia Paranaense de Letras.
Fernando Machado Simas faleceu no domingo, dia 17 de setembro de 1916, aos 65 anos e 05 meses, na cidade do Rio de Janeiro.
Para homenagear este fiel republicano, a sua cidade natal e Curitiba concederam a uma via pública o nome do ilustre farmacêutico e jornalista. Em Paranaguá a Rua Fernando Simas fica localizada no setor histórico da cidade litorânea, enquanto na capital a Rua Fernando Simas é uma das vias do bairro Mercês.
| Licor de Mate – Produto desenvolvido pelo farmacêutico Fernando Simas – Anúncio no jornal Livre Paraná – edição de 23 de outubro de 1883. | Primeira página do Jornal Livre Paraná em sua edição inaugural de 7 de julho de 1883. Editado e dirigido por Fernando Simas. | Vinho de Mate e Glicerina – Produto desenvolvido pelo farmacêutico Fernando Simas - Anúncio no jornal Livre Paraná – edição de 23 de outubro de 1883. |
| --- | --- | --- |
| | | |